# Wilfred Garden
Wilfred Frederik Garden es un futbolista surinamés retirado que jugó como defensor del SV Robinhood en el Hoofdklasse y en la selección nacional de Surinam.
Junto con Remie Olmberg, formó el corazón de la defensa tanto de Robinhood como de la selección. Jugó durante más de una década durante uno de los períodos más exitosos del club, habiendo ganado seis títulos nacionales y terminando como subcampeón de la Copa de Campeones de la Concacaf en tres ocasiones. También ganó el premio al Futbolista Surinamés del Año en dos ocasiones.

## Trayectoria
Comenzó su carrera en la máxima categoría de Surinam en 1969 jugando para SV Robinhood. En 1971, ayudó a ganar el título nacional, clasificando al año siguiente a la final Copa de Campeones de la Concacaf, siendo derrotados por el Olimpia de Honduras 1-0 en puntaje global.
Ganó su segundo título con Robinhood en 1975. En 1976, Robinhood ganaría títulos nacionales consecutivos y el tercero con Garden, al mismo tiempo que llegaría a la final de la Copa de Campeones una vez más, terminando detrás del Águila de El Salvador, perdiendo 8-2 en el marcador global.
Ayudó a Robinhood a llegar a la final por segunda vez consecutiva de la Copa de Campeones de la Concacaf en 1977, donde se enfrentaron al Club América de México, perdiendo 2-1. Fue la tercera vez que participaba en la final de la competencia, y su actuación le valió el premio al Futbolista Nacional del Año tanto en 1976 como en 1979.

## Selección nacional
Jugó para la selección de Surinam y debutó el 29 de agosto de 1976 en un partido de clasificación para la Copa Mundial de 1978 contra Guyana. El partido terminó en una victoria de 3-0 para Surinam. Al año siguiente su selección logró asegurar un sexto lugar del Campeonato Concacaf 1977 y después, la Copa de Naciones de la CFU 1978.
También ha jugado en el Preolímpico de Concacaf de 1980, anotando un gol en la victoria de 5-1 contra Barbados.

## Palmarés

### Títulos nacionales
| Título      | Equipo    | País    | Año  |
| ----------- | --------- | ------- | ---- |
| Hoofdklasse | Robinhood | Surinam | 1971 |
| Hoofdklasse | Robinhood | Surinam | 1975 |
| Hoofdklasse | Robinhood | Surinam | 1976 |
| Hoofdklasse | Robinhood | Surinam | 1979 |
| Hoofdklasse | Robinhood | Surinam | 1980 |
| Hoofdklasse | Robinhood | Surinam | 1981 |

### Títulos internacionales
| Título                     | Equipo  | Sede              | Año  |
| -------------------------- | ------- | ----------------- | ---- |
| Copa de Naciones de la CFU | Surinam | Trinidad y Tobago | 1978 |

### Distinciones individuales
| Distinción                   | Año  |
| ---------------------------- | ---- |
| Futbolista surinamés del año | 1976 |
| Futbolista surinamés del año | 1979 |